# Isabel Frommelt-Gottschald
Isabel Frommelt-Gottschald (* 2. September 1974) ist eine liechtensteinische Diplomatin. Sie ist seit August 2017 Botschafterin des Fürstentums Liechtenstein in Deutschland.

## Lebenslauf
Isabel Frommelt wurde am 2. September 1974 geboren. Sie besuchte das Liechtensteinische Gymnasium in Vaduz. Von 1997 bis 2001 studierte sie Politikwissenschaft an der Universität Bern, mit einem Auslandsemester an der Universidade Nova de Lisboa in Lissabon. Frommelt absolvierte den Master (lic.rer.soc) in Soziologie und den Bachelor in Wirtschaft und Politik. Ein berufsbegleitendes Studium führte Frommelt 2010 an die Universität St. Gallen, die sie 2011 mit dem Executive Master of European and International Business Law abschloss.
Ihr Berufsweg führte Frommelt von August bis Dezember 2001 an die Ständige Vertretung bei den Vereinten Nationen in New York. Anschliessend war sie bis 2002 wissenschaftliche Assistentin am Institut für Sozialplanung und Sozialmanagement in Bern und bis 2003 wissenschaftliche Mitarbeiterin für Bilaterale Wirtschaftsbeziehungen am Schweizer Staatssekretariat für Wirtschaft SECO. Am Stockholmer SIPRI leitete Frommelt bis 2004 das Programm Business and Security. Bei der Stabsstelle Wirtschaft der Regierung des Fürstentums Liechtenstein übernahm sie die Projektleitung der Analyse Sozialstaat Liechtenstein.
Im Jahr 2005 trat Frommelt in den diplomatischen Dienst ihres Heimatlandes ein. Als zweite Sekretärin war sie in Genf bei der Ständigen Vertretung bei den Vereinten Nationen, der Welthandelsorganisation und der EFTA tätig. Als erste Sekretärin wechselte sie 2008 an das Amt für Auswärtige Angelegenheiten in Vaduz, wo sie 2012 zur Botschaftsrätin und 2015 zur Ministerin-Gesandten befördert wurde. Von April 2016 bis Juli 2017 war Frommelt Amtsleiter-Stellvertreterin und leitete die Abteilung «Sicherheit und Menschenrechte».
Nachdem Frommelt-Gottschald schon 2013 bis 2016 als Stellvertreterin des Botschafters in Berlin tätig gewesen war, wurde sie am 10. Juli 2017 als Nachfolgerin von Prinz Stefan von Liechtenstein zur Botschafterin akkreditiert. Ihr Stellvertreter ist derzeit Prinz Ulrich von und zu Liechtenstein (Stand: Juni 2025).
Frommelt-Gottschald spricht Deutsch, Englisch, Französisch, Portugiesisch und Spanisch.

## Privatleben
Isabel Frommelt-Gottschald ist verheiratet und Mutter von zwei Kindern.

## Schriften
- Analyse Sozialstaat Liechtenstein. Basierend auf der Entwicklung der Sozialausgaben des Landes 1995 bis 2004. Regierung des Fürstentums Liechtenstein, Vaduz 2005.